# Francisco Bouligny
Francisco Domingo Joseph Bouligny (Alicante, 4 de septiembre de 1736 – Nueva Orleans, 25 de noviembre de 1800) fue un político español que se desempeñó en la Luisiana española durante el siglo XVIII.

## Biografía
Fue hijo del comerciante Juan Bouligny, natural de Marsella; y de su esposa María Paret, alicantina. Estuvo casado con Marie-Louise Le Sénéchal d'Auberville y tuvieron cuatro hijos, entre ellos el senador de los Estados Unidos Charles Dominique Joseph Bouligny.
En 1772 el gobernador Luis de Unzaga y Amézaga nombró a Bouligny como capitán. De nuevo Unzaga en 1775 le autorizó a viajar a Europa como emisario. Bouligny fundó la ciudad de Nueva Iberia en la primavera de 1779 con un grupo de colonos provenientes del municipio malagueño de Alhaurín de la Torre, razón por la cual ambas localidades se encuentran hermanadas.
En 1779 al estallar la guerra con los ingleses, participó en las campañas de Baton Rouge, Mobile y Pensacola. Su capacidad en el campo de batalla, le valió años más tarde, en 1800, el ascenso a general de brigada.
Fue gobernador militar en Luisiana durante el año 1799.